# سرخس الجرف الأبالاشي
سرخس الجرف الأبالاشي (الاسم العلمي: Woodsia appalachiana) هي نوع من السراخس يتبع جنس السرخس الجرف من فصيلة السراخس الجرف.